# Alucita brunnea
Alucita brunnea är en fjärilsart som beskrevs av Fletcher 1925. Alucita brunnea ingår i släktet Alucita och familjen mångfliksmott, (Alucitidae). Inga underarter finns listade i Catalogue of Life.